# Отавио Бјанки
Отавио Бјанки (итал. Ottavio Bianchi; Бреша, 6. октобар 1943) је италијански фудбалски тренер и некадашњи фудбалер.

## Каријера
Играо је за клубове као што су Бреша, Наполи, Аталанта, Милан, Каљари и СПАЛ. У Серији А је одиграо 224 утакмице и постигао 29 голова.
Наступио је два пута за фудбалску репрезентацију Италије током 1966. године.
Тренерску каријеру је почео у СПАЛ-у, где је био играч-тренер. Године 1978, Бјанки је постао тренер Сијене. Након тога је тренирао Мантову, Триестину, Аталанту, Авелино, Комо, Наполи, Рому, Интер и Фиорентину.
Велики успех је постигао са Наполијем, где су блистали Дијего Марадона и Карека. Са Наполитанцима је освојио Серију А, Куп Италије и Куп УЕФА. То је био најбољи период у историји клуба. Након освајања Купа УЕФА, напустио је клуб. Две године је тренирао престонички клуб Рому, са којим је освојио Куп Италије 1991. године и стигао до финала Купа УЕФА, где је изгубио од Интера. Године 1992, вратио се у Наполи, али без Марадоне, клуб више није могао да тежи повратку славе коју је уживао током његовог првог мандата у клубу. Отпуштен је мање од годину дана касније. Под његовим руководством, Фабио Канаваро је дебитовао за Наполи 1993. године.

## Успеси

### Као тренер
Аталанта
- Серија Ц1: 1981–82

Наполи
- Серија А: 1986–87.
- Куп Италије: 1986–87.
- Куп УЕФА: 1988–89.

Рома
- Куп Италије: 1990–91.